# Parallelschakeling

Rechts een parallelschakeling en links een serieschakeling met twee weerstanden van 500 ohm en meetinstrumenten voor de spanning (V) en de stroomsterkte (A)

Een parallelschakeling is in de elektronica een configuratie van componenten of deelschakelingen waarbij de stroom over de individuele componenten (of deelschakelingen) wordt verdeeld en de spanning op alle deelcomponenten gelijk is.
Twee dioden staan bijvoorbeeld parallel als zowel beide kathodes als beide anodes met elkaar zijn verbonden. Deze verbindingen vormen de aansluitingen van de (conceptuele) vervangingsschakeling.
Veel componenten kennen maar één manier van parallel schakelen uit hoofde van hun symmetrie. Elke weerstand in een schakeling is (elektronisch gezien) om te keren zonder het functioneren van de schakeling te veranderen. Componenten als diodes missen deze symmetrie, hun aansluitingen zijn niet equivalent. Wanneer deze componenten omgekeerd parallel geschakeld worden, spreekt men van antiparallelschakeling.

## Toepassingen
- Vermogensbeperking: Door de stroom te verdelen over componenten worden de individuele componenten minder thermisch belast.
- Ontwikkelen van een componentwaarde: Door weerstanden of condensatoren handig te combineren kunnen waardes samengesteld worden die niet in de handel beschikbaar zijn.
- Meting: Door een (juist geijkte) hoogohmige voltmeter parallel te schakelen met een lage weerstand kan een spanning worden gemeten.
- Voeding: Omdat de spanning over alle componenten of deelschakelingen bij parallelschakeling (idealiter) gelijk is, is het het gemakkelijkst om apparaten parallel geschakeld te voeden.
- Logische poorten: Door twee of meer schakelaars parallel te schakelen, kan een OR-poort worden gemaakt, d.w.z. een apparaat is ingeschakeld als één of meer schakelaars zijn ingeschakeld.

## Vervangingswaarden
Door componenten parallel te schakelen, ontstaat een analoog van een nieuwe component die wordt voorgesteld door de vervangingsschakeling. Van deze vervangingsschakeling kunnen de eigenschappen worden afgeleid uit de individuele componentwaarden.

### Stroom
De totale stroom in een parallelschakeling is gelijk aan de som van de stroom door de verschillende takken van de schakeling heen.
{\displaystyle I_{t}={I_{1}+I_{2}+...+I_{n}}}

### Spanning
De spanning is over ieder deel van de parallelschakeling gelijk.
{\displaystyle U_{t}=U_{1}=U_{2}=...=U_{n}}

### Weerstanden
Bij een parallelschakeling van bijvoorbeeld drie gelijke weerstanden verdeelt de stroom zich gelijk. De stroom door de vervangingsweerstand is dus driemaal zo groot als die door de individuele componenten. De spanning over de vervangingsweerstand is gelijk aan die van de individuele componenten. De weerstand van de vervangingsschakeling is dus een derde van die van de individuele componenten.
Algemeen geldt: 
{\displaystyle {1 \over R_{v}}=\sum _{i}{1 \over R_{i}}}
Voor twee parallelle weerstanden volgt hieruit:
{\displaystyle R_{v}={{R_{1}\cdot R_{2}} \over {R_{1}+R_{2}}}}

### Spoelen
Bij parallel schakelen van spoelen wordt de zelfinductie kleiner. Een spoel biedt als het ware weerstand tegen het veranderen van de stroom die erdoor loopt. Dit is het gevolg van het feit dat het magnetisch veld moet worden opgebouwd of afgebroken om weer 'te kloppen met de stroom' na die verandering. Omdat bij sommige uitvoeringsvormen dit veld (dat eigenlijk een deel is van de component) veel groter is dan de mechanische spoel, kunnen velden van parallel geschakelde spoelen elkaar overlappen waardoor de vervangingszelfinductie beïnvloed wordt. De invloed van parallel schakelen op spoelen is dus afhankelijk van de specifieke configuratie. Er kunnen drie 'hoofdsituaties' worden onderscheiden:
1. Spoelen omvatten alleen hun eigen veld; Omdat wisselende magnetische velden zich niet echt laten indammen is er in de praktijk altijd wel enige onderlinge invloed tussen spoelen, deze kan echter naar believen worden verkleind waar nodig. Wanneer de spoelen in parallelschakeling alleen hun eigen veld omvatten geldt voor de totale zelfinductie:

{\displaystyle L_{v}={1 \over {{1 \over L_{1}}+{1 \over L_{2}}+...+{1 \over L_{n}}}}}
1. Spoelen omvatten hetzelfde veld; wanneer (in waarde gelijke) parallel geschakelde spoelen exact hetzelfde veld omvatten, heeft parallel schakelen geen invloed op de zelfinductie, omdat de spoelen dan samen hetzelfde veld opbouwen en afbreken. In zekere zin wordt dit toegepast door gebruik te maken van litze als spoeldraad. Dit bestaat uit meerdere geïsoleerde (parallel geschakelde) aders, waardoor de weerstand van de spoel afneemt, en de zelfinductie gelijk blijft. De maximaal te behalen kwaliteitsfactor wordt hierdoor dus hoger.
2. Spoelen omvatten hetzelfde veld in tegengestelde richting; omdat (bij gelijke spoelen) effectief nu geen magneetveld ontstaat, is er ook geen zelfinductie.

In het algemeen geldt bij parallel schakelen van twee willekeurige spoelen met een onderlinge coëfficiënt van wederkerige inductie M ({\displaystyle M_{12}=M_{21}}):
{\displaystyle L_{v}={\frac {L_{1}L_{2}-M^{2}}{L_{1}+L_{2}-2M}}}
Voorzichtigheid is geboden bij het parallel schakelen van spoelen met verschillende zelfinducties en M<>0. Ook tussen de spoelen onderling gaan in dat geval stromen lopen, die indien niet voorzien voor problemen kunnen zorgen.

### Condensatoren
De capaciteit van een condensator is recht evenredig met de oppervlakte van de 'platen'. Omdat het elektrische veld nauwelijks uittreedt beïnvloeden condensatoren elkaar onderling nauwelijks. De capaciteit van een parallelschakeling blijft dus evenredig met de plaatoppervlakte.
Algemeen geldt:
{\displaystyle C_{v}=C_{1}+C_{2}+...+C_{n}}

### Halfgeleiders
Bij het parallel schakelen van exact gelijke diodes verdeelt de stroom zich wederom evenredig, maar in de praktijk zijn diodes vaak niet exact gelijk. Door de aard van de diode is de stroomverdeling bij parallel schakelen zeer afhankelijk van de individuele componentwaarden. Vaak worden dan ook weerstanden toegevoegd om de stroomverdeling beter te kunnen beheersen.
Bij antiparallelschakeling van diodes geldt dat de diode die in geleiding is nagenoeg alle stroom geleidt en dus de doorlaatspanning en bijvoorbeeld de maximale stroom bepaalt, maar bijvoorbeeld ook de Ifrm. De diode in sperrichting bepaalt echter de maximale sperspanning. Hierdoor moet soms rekening worden gehouden met de maximale sperspanning aangezien die, met name bij leds soms laag is.
Door transistoren parallel te schakelen (emitter aan emitter, collector aan collector en basis aan basis) kan de maximaal te sturen stroom evenredig met het aantal componenten worden verhoogd. Ook hier dienen in sommige gevallen maatregelen genomen te worden om de stroomverdeling te beheersen.
Uitgebreidere schakelingen kunnen dus ook parallel worden geschakeld, waarbij de complexiteit van het gedrag fors toe kan nemen.